# Neotrichoporoides
Neotrichoporoides is een geslacht van vliesvleugeligen uit de familie Eulophidae. De wetenschappelijke naam van dit geslacht is voor het eerst geldig gepubliceerd in 1913 door Girault.

## Soorten
Het geslacht Neotrichoporoides omvat de volgende soorten:
- Neotrichoporoides aeneicorpus (Girault & Dodd, 1915)
- Neotrichoporoides aeneus (Girault, 1913)
- Neotrichoporoides algericus Kostjukov, 2004
- Neotrichoporoides arunima Narendran, 2007
- Neotrichoporoides beonus Narendran, 2006
- Neotrichoporoides beyarslani Doganlar, 1993
- Neotrichoporoides biogradensis Graham, 1987
- Neotrichoporoides brevicosta Graham, 1987
- Neotrichoporoides budaensis (Narendran, 2005)
- Neotrichoporoides bulgaricus Graham, 1987
- Neotrichoporoides cavigena Graham, 1987
- Neotrichoporoides confusus (Schulten & Feijen, 1984)
- Neotrichoporoides crassianulus (Delucchi, 1962)
- Neotrichoporoides crinius Narendran, 2006
- Neotrichoporoides curiosus Narendran & Girish Kumar, 2006
- Neotrichoporoides cynodontis (Domenichini, 1967)
- Neotrichoporoides delhiensis (Shafee, Fatma & Kishore, 1984)
- Neotrichoporoides diopsisi (Risbec, 1956)
- Neotrichoporoides dispersus Graham, 1986
- Neotrichoporoides doproides Narendran, 2007
- Neotrichoporoides dubiosus Graham, 1987
- Neotrichoporoides dubius (Girault, 1913)
- Neotrichoporoides dunicus Narendran, 2007
- Neotrichoporoides elegantus (Girault, 1913)
- Neotrichoporoides emersoni (Girault, 1915)
- Neotrichoporoides erroneus Graham, 1987
- Neotrichoporoides fittkaui Doganlar, 1993
- Neotrichoporoides flavipronotum Girault, 1915
- Neotrichoporoides flavobrunneus (Schulten & Feijen, 1984)
- Neotrichoporoides frater Girault, 1915
- Neotrichoporoides galia Narendran & Santhosh, 2006
- Neotrichoporoides gordensis Graham, 1987
- Neotrichoporoides hizireisi Doganlar, 1993
- Neotrichoporoides hofferi Kostjukov, 2004
- Neotrichoporoides horaki Kostjukov, 2004
- Neotrichoporoides idukkiensis (Narendran, 2005)
- Neotrichoporoides intaminatus (Walker, 1872)
- Neotrichoporoides karino Yegorenkova & Yefremova, 2010
- Neotrichoporoides kozlovi Kostjukov & Yegorenkova, 2006
- Neotrichoporoides leopardinus (De Santis, 1957)
- Neotrichoporoides magribicus Kostjukov, 2004
- Neotrichoporoides maupaussanti (Girault, 1915)
- Neotrichoporoides mediterraneus Graham, 1986
- Neotrichoporoides microstigma (Delucchi, 1962)
- Neotrichoporoides mohanae Narendran, 2007
- Neotrichoporoides nyemitawus (Rohwer, 1921)
- Neotrichoporoides orucreisi Doganlar, 1993
- Neotrichoporoides pallidipes (Girault & Dodd, 1915)
- Neotrichoporoides particolor (Girault, 1915)
- Neotrichoporoides partiscutellum (Girault, 1913)
- Neotrichoporoides pessulus (Girault, 1915)
- Neotrichoporoides proserpinensis (Girault, 1913)
- Neotrichoporoides purpureithoracis (Boucek, 1988)
- Neotrichoporoides radius (Girault, 1915)
- Neotrichoporoides risbeci (Schulten & Feijen, 1984)
- Neotrichoporoides rossilliensis Graham, 1987
- Neotrichoporoides semiflaviceps (Girault & Dodd, 1915)
- Neotrichoporoides speciosus (Girault, 1913)
- Neotrichoporoides stom Narendran & Jilcy, 2006
- Neotrichoporoides subaeneus (Girault, 1913)
- Neotrichoporoides szelenyii (Erdös, 1951)
- Neotrichoporoides tobiasi Kostjukov, 2004
- Neotrichoporoides tokatensis Doganlar, 1993
- Neotrichoporoides tonimus Narendran, 2006
- Neotrichoporoides trjapitzini Kostjukov, 2004
- Neotrichoporoides turgutreisi Doganlar, 1993
- Neotrichoporoides turkmenicus Kostjukov, 2004
- Neotrichoporoides uniguttatus Girault, 1913
- Neotrichoporoides variabilis (Schulten & Feijen, 1984)
- Neotrichoporoides viridimaculatus (Fullaway, 1955)
- Neotrichoporoides yoopi Narendran, 2007